# Diego de Cárdenas y Herrera

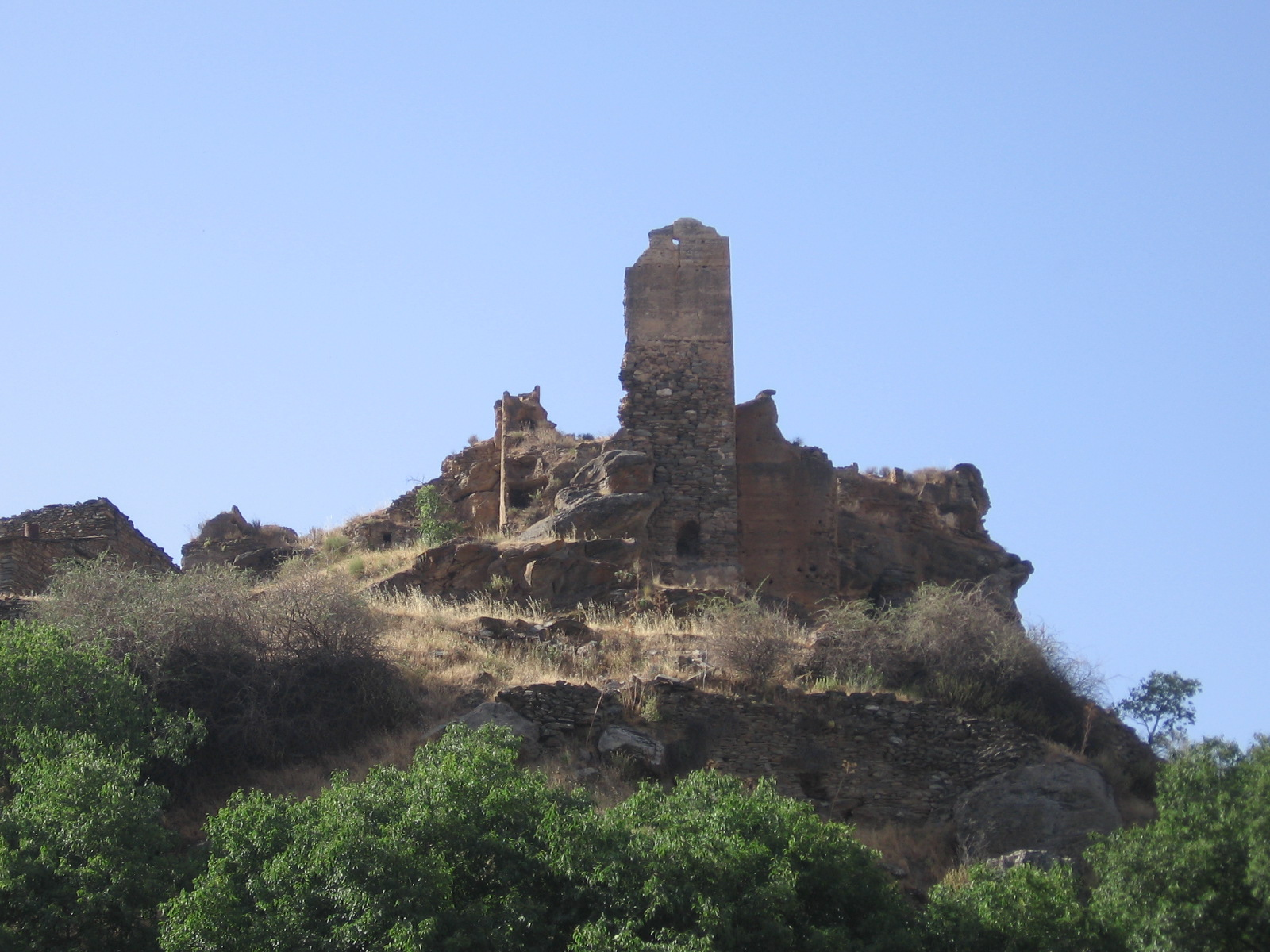
Ruinas del Castillo de Bacares

Diego de Cárdenas y Herrera (Madrid, 11 de mayo de 1602-Madrid, 15 de enero de 1659) fue un noble español que ostentó el cargo de asistente de Sevilla en dos periodos, el primero en el año 1642 y el segundo entre 1649 y 1651. Fue el I marqués de Bacares, X conde de la Puebla del Maestre y el III marqués de Auñón. La concesión del título de marqués de Bacares fue realizada por el rey Felipe IV de España en 1625 y hace referencia a la villa de Bacares ubicada en la sierra de los Filabres, provincia de Almería. Era hijo de Lorenzo de Cárdenas Valda y Zárate y de su esposa Juana Herrera de Padilla. El título había sido otorgado a su padre para los primogénitos de los condes de la Puebla del Maestre.
Durante su periodo de mando se produjo en Sevilla la gran epidemia de peste de 1649 que ocasionó la muerte de alrededor de 60 000 personas, el 46% de la población de la ciudad, según recogen crónicas de la época.

Entraron en el Hospital de la Sangre veinte seis mil y setecientos enfermos, dellos murieron veinte y dos mil y novecientos y los convalecientes no llegaron a quatro mil. De los Ministros que servían faltaron más de ochocientos. De los Médicos que entraron a curar en el discurso del contagio, de seis solo quedó uno. De los Cirujanos, de diez y nueve que entraron quedaron vivos tres. De cincuenta y seis Sangradores quedaron veinte y dos.